# Rio Jacupiranguinha
Rio Jacupiranguinha är ett vattendrag i Brasilien.   Det ligger i delstaten São Paulo, i den södra delen av landet, 1 000 km söder om huvudstaden Brasília.
I omgivningarna runt Rio Jacupiranguinha växer i huvudsak städsegrön lövskog. Runt Rio Jacupiranguinha är det ganska glesbefolkat, med 36 invånare per kvadratkilometer.